# Rijk Hofman
Rijk Hofman (Vlaardingen, 25 april 1997) is een Nederlandse youtuber en presentator.

## Levensloop
In 2016 begon Hofman zijn carrière in de media door een YouTube-kanaal op te zetten met vlogs over zijn leven. Hij werd gescout door het BNN-VARA programma Proefkonijnen, waarvoor hij video's ging maken. Sinds 2017 is hij naast Kay Nambiar aan de zender MTV Nederland verbonden als presentator. Voor deze zender maakte hij diverse online programma's, waaronder Verrijk je kennis, Je moeder en Fexts on the Beach. Daarnaast sloot Hofman zich datzelfde jaar aan als presentator bij het YouTube-kanaal Concentrate Bold van RTL, een spin-offkanaal van Concentrate. Hier was hij tot 2019 te zien.
In 2019 was Hofman een van de deelnemers van het twintigste seizoen van het RTL 4-programma Expeditie Robinson. Hij viel als achtste af en eindigde op de 13e plaats. Tevens was Hofman dat jaar te zien in Vrienden van Lingo en als panellid in de speciale aflevering van Ranking the Stars, die werd uitgezonden als onderdeel van de oudejaarsaflevering van het programma Paul pakt uit!
In 2020 presenteerde Hofman het Love Island-napraatprogramma Love Check-up voor Videoland. In 2020 werd hij genomineerd voor de Televizier-Talent Award. Hij eindigde in de top 10. In 2020 en 2023 deed hij als deelnemer mee aan Roadtrippers. In 2024 deed Hofman samen met zijn broer Sam Hofman mee aan Het Jachtseizoen: Most Wanted.

### Podcast
Begin 2021 besloot Hofman samen met zijn broer Sam Hofman de podcast BROERS met Sam & Rijk te beginnen. In deze podcast vertellen de broers over wat ze hebben meegemaakt en over de feesten waaraan ze deelnamen. In de podcast komen vaak verschillende onderwerpen terug, zoals: het icen van vrienden, de sponsordeal met de flitsbezorgdienst Gorillas, Daniël Arends en het bezoeken van de GGD door Sam. Met de podcast wisten de broers diverse prijzen te winnen, waaronder een Gouden RadioRing in de categorie Gouden Podcast en meermaals The Best Social Award in de categorie Beste Podcast. In 2025 stopte de podcast; Sam Hofman begon zijn eigen podcast, genaamd Sam Solo.

## Privé
Rijk Hofman is de jongere broer van dj Sam Hofman, Roosmarijn Hofman en presentator Tim Hofman. Hij is de oudere broer van Moos Hofman.

## Prijzen
- 2022: Gouden RadioRing in de categorie Gouden Podcast met de podcast BROERS.[11]
- 2022: The Best Social Award in de categorie Beste Personality.[8]
- 2022: The Best Social Award in de categorie Beste Podcast met de podcast BROERS.[8]
- 2022: Dutch Podcast Award in de categorie Lifestyle met de podcast BROERS.[9]
- 2024: The Best Social Award in de categorie Beste Podcast met de podcast BROERS.[12]
- 2024: Dutch Podcast Award in de categorie Publieksprijs met de podcast BROERS.[13]